# Ultonia
Die Ultonia war ein 1899 in Dienst gestellter Transatlantikdampfer der britischen Reederei Cunard Line, der im Passagier- und Postverkehr von Großbritannien in die USA und nach Kanada eingesetzt wurde. Am 27. Juni 1917 wurde das Schiff im Nordatlantik von einem deutschen U-Boot versenkt.

## Geschichte
Das Dampfschiff Ultonia wurde auf der Werft Swan, Hunter & Wigham Richardson, Ltd. in der nordenglischen Stadt Wallsend am Tyne gebaut und lief am 4. Juni 1898 vom Stapel. Sie war bei ihrer Indienststellung 8.845 BRT groß. Das 152,4 Meter lange und 17,49 Meter breite Schiff hatte vier Masten, einen Schornstein und zwei Propeller. Es wurde als Passagier- und Frachtschiff gebaut und mit Maschinen von Sir C. Furness, Westgarth & Co. aus Middlesbrough versehen. Am 28. Oktober 1898 fanden die Probefahrten statt. Die Passagierunterkünfte waren für 675 Personen Dritter Klasse ausgelegt.
Am 28. Februar 1899 lief die Ultonia in Liverpool zu ihrer Jungfernfahrt nach Boston via Queenstown (heute Cobh) aus. Am 4. Februar 1904 lief sie zu ihrer letzten Fahrt auf dieser Route aus. Danach folgten Umbauten, in deren Folge das Schiff vergrößert wurde und einen Rauminhalt von 10.402 BRT erhielt. Die Passagierkapazität änderte sich ebenfalls zu 120 Passagieren der Zweiten und 2100 der Dritten Klasse.
Zwischen dem 29. April 1904 und dem 31. Oktober 1911 bediente die Ultonia die Route Triest–Fiume–Neapel–New York. Vom 23. April 1912 bis zum 5. November 1912 wurde das Schiff auf der Route Southampton–Quebec–Montreal eingesetzt. Zwischen dem 7. Dezember 1912 und dem 28. Juni 1914 fuhr sie wieder von Triest nach New York. In den Jahren 1915 und 1916 unternahm die Ultonia mehrere Fahrten von New York nach Saint-Nazaire. Im Mai 1912 lief die Ultonia mit 1.200 Menschen an Bord auf einer Fahrt von Southampton nach Montreal am Eingang zum Sankt-Lorenz-Strom auf Eis und verlor einen ihrer Propeller. Sie steuerte Halifax an und brachte dort ihre Passagiere an Land.
Am 27. Juni 1917 wurde die Ultonia 190 Seemeilen südwestlich vom Fastnet-Felsen (Südirland) auf einer Fahrt von New York nach London (Kapitän J. Marshall) von dem deutschen U-Boot U 53 unter dem Kommando von Kapitänleutnant Hans Rose auf der Position 48° 25′ N, 11° 23′ W versenkt. Ein Mensch kam ums Leben.